# JAMA Cardiology
JAMA Cardiology è una rivista medica mensile sottoposta a revisione paritaria, che tratta di cardiologia. È stata fondata nel 2016 ed è pubblicata dall'American Medical Association. I contenuti divengo ad accesso aperto dopo una finestra editoriale di 12 mesi dalla pubblicazione.
Il caporedattore è Robert O. Bonow (Feinberg School of Medicine).

## Indicizzazione
Gli abstract e gli articoli della rivista sono indicizzati da:  Science Citation Index Expanded, Index Medicus/MEDLINE/PubMed, e Scopus.
Secondo il Journal Citation Reports, nel 2022 la rivista ha ricevuto un fattore di impatto pari a 24,0. Al 2025 ha avuto un indice H pari a 125.